# العلاقات العراقية النرويجية
العلاقات العراقية النرويجية هي العلاقات الثنائية التي تجمع بين العراق والنرويج.

## مقارنة بين البلدين
هذه مقارنة عامة ومرجعية للدولتين:
| وجه المقارنة                                              | العراق                       | النرويج                                                   |
| --------------------------------------------------------- | ---------------------------- | --------------------------------------------------------- |
| المساحة (كم2)                                             | 437.07 ألف                   | 385.21 ألف                                                |
| عدد السكان (نسمة)                                         | 38.27 مليون                  | 5.33 مليون                                                |
| الكثافة السكانية (ن./كم²)                                 | 87.56                        | 13.84                                                     |
| العاصمة                                                   | بغداد                        | أوسلو                                                     |
| اللغة الرسمية                                             | اللغة العربية، اللغة الكردية | بوكمول، لغات السامي، نينوشك، اللغة النرويجية              |
| العملة                                                    | دينار عراقي                  | كرونة نروجية                                              |
| الناتج المحلي الإجمالي (بليون دولار)                      | 197.72 مليار                 | 398.83 مليار                                              |
| الناتج المحلي الإجمالي (تعادل القوة الشرائية) بليون دولار | 560.73 مليار                 | 322.23 مليار                                              |
| الناتج المحلي الإجمالي الاسمي للفرد دولار أمريكي          | 4.94 ألف                     | 74.40 ألف                                                 |
| الناتج المحلي الإجمالي للفرد دولار أمريكي                 | 15.06 ألف                    | 65.61 ألف                                                 |
| مؤشر التنمية البشرية                                      | 0.654                        | 0.944                                                     |
| رمز المكالمات الدولي                                      | +964                         | +47                                                       |
| رمز الإنترنت                                              | .iq                          | .no                                                       |
| المنطقة الزمنية                                           | ت ع م+03:00، ت ع م+04:00     | ت ع م+01:00، ت ع م+02:00، توقيت وسط أوروبا، أوروبا/أوسلو ‏ |

## منظمات دولية مشتركة
يشترك البلدان في عضوية مجموعة من المنظمات الدولية، منها:
| علم المنظمة | اسم المنظمة                        | تاريخ انضمام العراق | تاريخ انضمام النرويج |
| ----------- | ---------------------------------- | ------------------- | -------------------- |
|             | مؤسسة التنمية الدولية              | 29 ديسمبر 1960      | 24 سبتمبر 1960       |
|             | يونسكو                             | 21 أكتوبر 1948      | 4 نوفمبر 1946        |
|             | وكالة ضمان الاستثمار متعدد الأطراف | 6 أكتوبر 2008       | 9 أغسطس 1989         |
|             | الأمم المتحدة                      | 21 ديسمبر 1945      | 27 نوفمبر 1945       |
|             | الاتحاد البريدي العالمي            | ?                   | ?                    |
|             | البنك الدولي للإنشاء والتعمير      | 27 ديسمبر 1945      | 27 ديسمبر 1945       |
|             | الاتحاد الدولي للاتصالات           | 12 نوفمبر 1928      | 1866                 |
|             | منظمة حظر الأسلحة الكيميائية       | ?                   | ?                    |
|             | مؤسسة التمويل الدولية              | 27 ديسمبر 1956      | 20 يوليو 1956        |
|             | منظمة الشرطة الجنائية الدولية      | ?                   | ?                    |

## أعلام
هذه قائمة لبعض الشخصيات التي تربطها علاقات بالبلدين:
- الجالية العراقية في النرويج
- فاروق القاسم (جيولوجي نرويجي، 1934 – )
- نورا فوز الجابري (مغنية نرويجية، 29 يناير 1996 – )
- يونس القطان (لاعب كرة قدم عراقي، 1 يوليو 1964 – )

## وصلات خارجية
- موقع وزارة الخارجية العراقية
- موقع وزارة الخارجية النرويجية